# Luisa Revilla
Luisa Revilla Urcia (Trujillo, 12 de octubre de 1971-Trujillo, 15 de abril de 2021) fue una política y activista por los derechos LGTB peruana. Fue la primera persona trans en ser elegida para un cargo político en Perú.

## Biografía
Luisa Revilla nació el 12 de octubre de 1971 en la ciudad de Trujillo. 
En octubre de 2014 se postuló para la regiduría de la provincia de Trujillo en representación del distrito de La Esperanza encabezando la lista del partido político Movimiento Regional para el Desarrollo con Seguridad y Honradez (MDSH). Revilla fue elegida en los comicios, convirtiéndose en la primera regidora abiertamente transexual de su país, manteniéndose en el cargo hasta 2018.
En 2017, durante el XII Censo de Población, VII de Vivienda y III de Comunidades Indígenas, se respetó su identidad de género y fue empadronada como mujer. Ese mismo año, durante la entrega de galardones a diversas mujeres por el Día Internacional de la Mujer, el alcalde Elidio Espinoza le entregó un diploma y una medalla de parte de la Municipalidad Provincial de Trujillo en reconocimiento por su activismo en la comunidad trans.
Revilla fue activista LGBT, destacando su participación en el Día Internacional del Orgullo LGBT a favor de los derechos LGBT en Trujillo. En 2019 fue nominada a la Orden al Mérito de la Mujer 2019 del Perú.
Falleció en Lima el 15 de abril de 2021 de COVID-19 durante la pandemia de esa enfermedad.